# Ндой, Кене
Кене Ндой (фр. Kéné Ndoye; 20 ноября 1978, Сенегал — 13 февраля 2023) — сенегальская легкоатлетка, выступавшая тройном прыжке, прыжке в длину и барьерном беге. Бронзовый призёр чемпионата мира в помещении 2003 года, чемпионка Всеафриканских игр 2003 года в тройном прыжке, трёхкратная чемпионка Африки.

## Карьера
Первый международный успех пришёл к Кене Ндой на чемпионате Африки 1996 года, где она стала чемпионкой соревнований в тройном прыжке и выиграла бронзовую медаль в прыжках в длину. Спустя два года на чемпионате Африки в Дакаре она показала третий результат в тройном прыжке.
В 1999 году на Всеафриканских играх в Йоханнесбурге спортсменка завоевала бронзовую медаль в тройном прыжке.
На Олимпийских Играх 2000 года в Сиднее она заняла 14-е место, не попав в финальную часть соревнований. пропустили в финал. Но в этом же году сенегалка выиграла чемпионат Африки в прыжках в длину и показала второй результат в тройном прыжке.
На чемпионате Африки в 2002 году Ндой получила две серебряные медали в прыжках, проиграв только олимпийской чемпионке Франсуазе Мбанго Этон из Камеруна. На дистанции 100 метров с барьерами спортсменка завоевала бронзовую награду — это её лучший результат в этой дисциплине.
В 2003 году на чемпионате мира в помещении в Бирмингеме спортсменка завоевала бронзовую медаль в тройном прыжке. В том же году на чемпионате мира по лёгкой атлетике в Париже она завершила соревнования на десятом месте. А самого большого успеха в этом сезоне спортсменка достигла на Всеафриканских играх в Абуджа став чемпионкой соревнований в тройном прыжке
На Олимпийских играх-2004 в Афинах Кене Ндой участвовала в прыжковых соревнованиях в обеих дисциплинах. В прыжках в длину она заняла 21 место, в тройном прыжке — четырнадцатое.
На чемпионате мира по лёгкой атлетике в Хельсинки в 2005 году спортсменка показала шестой результат в тройном прыжке.
В 2006 году представительница Сенегала выиграла две серебряные медали в прыжках в длину и тройном прыжке на чемпионате Африки по лёгкой атлетике в Бамбу, после чего спортсменка решила прервать свою карьеру на неопределённое время.
Спустя пять лет, в 2011 году Ндой вернулась в прыжки — и на Всеафриканских играх-2011 ей удалось завоевать серебряную медаль в тройном прыжке, но на Олимпиаду-2012 спортсменка не отобралась и была вынуждена завершить профессиональную карьеру.